# Leslie Fry
Sir Leslie „Bunny“ Alfred Charles Fry, KCMG, OBE (* 17. April 1908 in Monmouthshire, Wales; † 21. Oktober 1976) war ein britischer Offizier und Diplomat, der unter anderem zwischen 1955 und 1959 Gesandter in Ungarn, von 1959 bis 1963 Botschafter in Indonesien sowie zwischen 1963 und 1966 Botschafter in Brasilien war.

## Leben
Leslie „Bunny“ Alfred Charles Fry, Sohn von Hauptmann Alfred Andrew Fry MBE (1870–1919) und dessen Ehefrau Florence Rose Stokes Fry (1882–1918), wurde nach dem Tode seiner Eltern bereits als Elfjähriger Vollwaise. Nach dem Besuch der Royal Masonic School for Boys absolvierte er als Gentleman Cadet eine Offiziersausbildung an der Royal Military Academy Sandhurst und wurde nach deren Abschluss am 2. Februar 1928 als Leutnant (Second Lieutenant) in die Britisch-Indische Armee (British Indian Army) übernommen. Später wechselte er in den Politischen Dienst (Indian Political Service) des Indienministeriums (India Office) für die Regierung von Britisch-Indien und wurde als Hauptmann (Captain) am 1. Januar 1944 Mitglied (Member) des Order of the British Empire (MBE) ernannt. Aufgrund seiner weiteren Verdienste als Major und stellvertretender Sekretär der Abteilung für Auswärtiges und Commonwealth-Angelegenheiten der Regierung von Britisch-Indien wurde er zudem zum 1. Januar 1948 Officer des Order of the British Empire (OBE) ernannt.

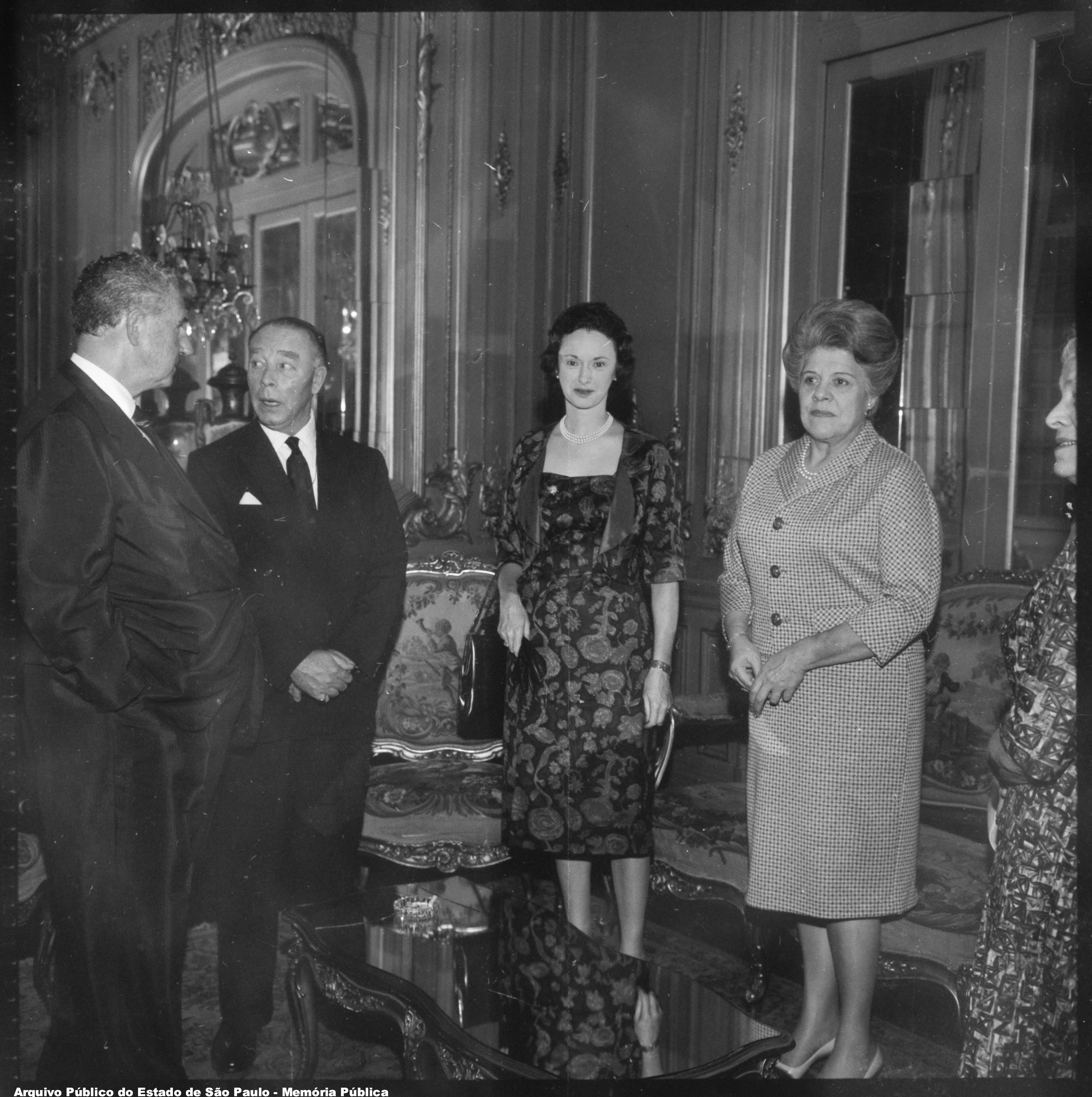
Sir Leslie Fry (2.v.l.) als Botschafter in Brasilien mit seiner zweiten Ehefrau Marian Bentley (3.v.l.) und dem Gouverneur von São Paulo, Adhemar de Barros (links) und dessen Ehefrau Leonor Mendes de Barros (1964).

Nach Ende des Zweiten Weltkrieges und der Unabhängigkeit Indiens am 15. August 1947 wurde „Bunny“ Fry am 30. Oktober 1947 in den höheren Dienst des Auswärtigen Dienstes (Senior Branch of the Foreign Service) des Außenministeriums (Foreign Office) übernommen. Am 31. Januar 1949 wurde er rückwirkend zum 23. Juni 1947 zum diplomatischen Beamten des siebten Grades (Officer of His Majesty's Foreign Service, Seventh Grade) befördert. Nachdem er zwischen 1951 und 1953 Botschaftsrat (Counsellor) an der Botschaft in Portugal war, fungierte er zwischen 1953 und 1955 als Head of Eastern Department und war damit Leiter des für die Beziehungen zu Türkei, Persien und die unabhängigen arabischen Staaten des Mittleren Osten zuständigen Referats des Außenministeriums. In dieser Funktion erfolge am 1. April 1954 rückwirkend zum 19. September 1951 seine Beförderung zum diplomatischen Beamten des sechsten Grades. Ferner wurde er für seine Verdienste am 9. Juni 1955 zum Companion des Order of St Michael and St George (CMG) ernannt.
Am 24. Oktober 1955 wurde Leslie Fry als Nachfolger von Sir George Labouchere Gesandter in Ungarn und verblieb auf diesem diplomatischen Posten in Budapest bis 1959, woraufhin Sir Nicolas Cheetham ihn ablöste. Während seiner dortigen Dienstzeit fand vom 23. Oktober bis zum 4. November 1956 der Ungarische Volksaufstand statt, der nach der Invasion durch die Sowjetarmee niedergeschlagen wurde. Für seine Verdienste wurde er zum 13. Juni 1957 als Knight Commander des Order of St Michael and St George (KCMG) nobilitiert, wodurch er fortan den Namenszusatz „Sir“ führte. Als Nachfolger von Dermot MacDermot übernahm er am 11. Februar 1959 das Amt als Botschafter in Indonesien und war in Jakarta bis zu seiner Ablösung durch Andrew Gilchrist 1966 tätig. Er selbst wiederum löste zuletzt Sir Geoffrey Wallinger am 16. Juni 1963 als Botschafter in Brasilien ab und bekleidete dieses Amt in Rio de Janeiro bis zu seinem Eintritt in den Ruhestand 1966, woraufhin Sir John Wriothesley Russell seine dortige Nachfolge antrat. Frys erste Frau war Mary Cuerden, von der er sich trennte. Frys zweite Frau war Marian Bentley, die er 1954 heiratete.

## Veröffentlichung
- As luck would have it. A memoir, Autobiografie, Phillimore, London 1978